# Llengua cari
Aka-cari (també conegut simplement com a Cari) és una llengua extingida de les illes Andaman, a l'Índia. Formava part del grup de llengües andamaneses del nord, parlada pels membres de la tribu Kari. L'any 1994 la tribu estava formada per només dues dones de 57 i 59 anys que vivien a l'illa Strait.